# Повернення додому (фільм, 1941)
«Повернення додому» (нім. Heimkehr) — пропагандистський антипольський фільм Третього Рейху, поставлений у 1941 році режисером Густавом Учицкі. Фільм в карикатурній формі зображує переслідування та винищення етнічних німців на польських землях напередодні Другої світової війни; уникнути смерті та повернутися додому можливо лише завдяки німецькому вторгненню в Польщу.
Фільм отримав титул «Фільм нації» у нацистській Німеччині, що надавався стрічкам, які зробили видатний внесок в національну справу.

## Сюжет
Дія фільму відбувалася в Польщі 1939 року. Інтертитр на початку стрічки повідомляє:
|  | Цей фільм оповідає про жменьку німців, чиї предки емігрували на схід багато десяток років тому, оскільки на батьківщині їм не знайшлося місця. У 1939 році вони повернулися на рідну землю, додому, в новий, сильний рейх. На їхню долю випали ті ж випробування, які перенесли сотні тисяч інших співвітчизників, що розділили ту ж долю. |

Дія першого епізоду відбувається в Луцьку на Волині 27 березня 1939 року. Зростаюча напруга між Польщею і рейхом провокує польських шовіністів, по-антинімецькому налаштованих «нелюдів», на нелюдяні вчинки. Вони нищать німецьку школу. Маленький німецький хлопчик заливається сльозами, бачачи, як безсердечні поляки звалюють надворі в купу шкільні меблі і підпалюють її. На охопленій полум'ям класній дошці написані рукою старанного німецького учителя слова «Велика Німеччина» і декілька статистичних викладок про народонаселення.
Німкеня Марія (Паула Весселі) — неофіційний лідер місцевої німецької громади, яку щадить місцева польська влада. Вони не віддають наказу на повторне відкриття німецької школи… У маленькому міському кінотеатрі, глядачі-поляки буквально звіріють, коли чують, як німці говорять своєю рідною мовою. Коли три німці не встають зі своїх місць при виконанні польського національного гімну, що лунає з екрану, натовп поляків приходить в шаленство і б'є їх. На місце події прибуває поліцейський, але лише для того, щоб викинути нещасних німців з кінотеатру, а його власник не дозволяє по-звірячому побитому нареченому Марії (Карл Раддац) лежати на тротуарі перед своїм кінотеатром до прибуття машини швидкої медичної допомоги. Потім бюрократ-поляк не приймає нещасного в лікарню. Шокована подією Марія вказує на розп'яття, після чого вимовляє: «Побійтеся Бога!». Тим часом її наречений, теж лікар за професією, помирає під стінами лікарні.
Стає зрозумілим, що справедливості етнічним німцям в Польщі не знайти, і Марія впадає у відчай. На кожній вулиці можна побачити польських військових — «свідоцтво» ворожих намірів Польщі. Польська влада продовжує запевняти, що німецька меншість має усю повноту прав, але насправді це не так: поляки кидають схвальні погляди на розвішані на міській площі плакати, які демонструють, як польська армія погрожує Берліну; німецька школа як і раніше закрита. Першого серпня німці втрачають свою власність, не отримавши ніякої компенсації. Літнього німця, видатного активіста громади, засліплюють, але представник польської влади повідомляє Марію, що гідний жалю випадок не має нічого спільного з політикою або етнічним походженням жертви. Німецька громада опиняється перед загрозою знищення. Під час погрому, поляки грабують і підпалюють німецький фольварк. Вони бігають навколо, як збожеволілі тварини, а один жахливий «нелюдь» зриває з грудей переляканої німецької жінки ланцюжок зі свастикою, ричачи при цьому від захвату.
Коли починається війна, польські вояки оточують Марію та її співвітчизників і кидають їх до в'язниці: німців збираються розстріляти, усіх, до останнього чоловіка, жінки або дитини. Марія продовжує залишатися маяком надії, гідним наслідування, зразком непохитного германського духу. Охоплена жахом, вона мріє про Батьківщину, про той день, коли їй більше не доведеться чути польську мову або їдиш, а одну лише рідну — німецьку. Десь удалині чуються звуки німецького гімну, а цілий хор голосів починає підспівувати пісні про Батьківщину. А потім відбувається диво: лунає брязкання гусениць німецьких танків, наліт літаків люфтваффе розсіює польський гарнізон, що мав намір розправитися з мирними німцями. «Німці йдуть!» — скрикує Марія.
Етнічні німці поверталися в Рейх, перетинаючи старий німецько-польський кордон, де їх вітає плакат із зображенням широко усміхненого фюрера, тим самим благословляючи їх появу на Батьківщині.

## У ролях
| Паула Весселі    | ···· | Марія Томас        |
| Петер Петерсон   | ···· | доктор Томас       |
| Аттіла Гьорбіґер | ···· | Людвіг Лаунгардт   |
| Рут Гелльберг    | ···· | Марта Лаунгардт    |
| Карл Раддац      | ···· | доктор Фріц Мутіус |
| Отто Верніке     | ···· | старий Манц        |
| Ельза Вагнер     | ···· | фрау Шмід          |
| Едуард Кок       | ···· | пан Шмід           |
| Франц Пфаудлер   | ···· | Бальтазар Манц     |
| Ґергільда Вебер  | ···· | Йозефа Манц        |
| Вернер Футтерер  | ···· | Оскар Фрімль       |
| Герман Ергардт   | ···· | Карл Міхалек       |

| Берта Древс          | ···· | Ельфріда                      |
| Ойген Прейсс         | ···· | Кауфман Саломонсон            |
| Богуслав Самборський | ···· | бургомістр                    |
| Тадеуш Зельський     | ···· | міністр Бек                   |
| Анна Ходаковська     | ···· |                               |
| Стефан Голщевський   | ···· | польський глядач у кінотеатрі |
| Юзеф Хорват          | ···· | секретар бургомістра          |
| Юзеф Кондрат         | ···· |                               |
| Юліуш Лущевський     | ···· | польський глядач у кінотеатрі |
| Міхал Плучинський    | ···· | поліцейський                  |
| Ванда Щепанська      | ···· | білетерка у кінотеатрі        |

## Виробництво

### Знімальна група

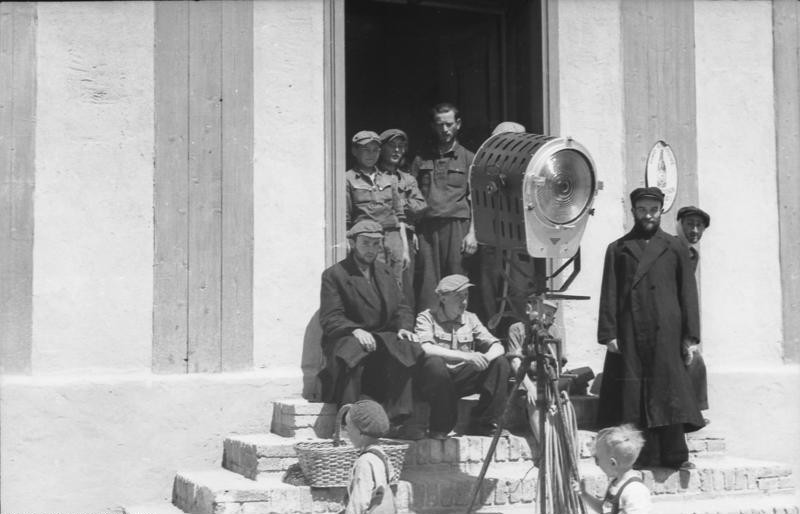
Знімальна група фільму

- Автори сценарію — Герхард Менцель
- Режисер-постановник — Густав Учицкі
- Продюсер — Карл Гартль
- Виконавчий продюсер — Еріх фон Нойссер
- Композитор — Віллі Шмідт-Гентнер
- Оператор — Гюнтер Андерс
- Монтаж — Рудольф Шаад
- Підбір акторів — Іґо Сим
- Художники-постановники — Герман Асмус, Вальтер Рьоріґ
- Художники по костюмах — Альберт Бей, Максим Фрей

Роботу над фільмом курував рейхсфюрер Генріх Гіммлер, який в січні 1940 року особисто затвердив попередні проекти художнього оформлення, створеного художником і графіком Отто Енгельгардт-Кіфгойзером. Зйомки розпочалася 2 січня 1941 року на кіностудіях віденської кінокомпанії Wien-Film в Розенгюґелі, Зіверінгу і Шенбрунні. Знімальний період тривав з лютого по червень 1941 року, серед іншого в Хожеле і Щитно. У сценах колективних ролі польських солдатів і поліцейських і відновлення до лав СС і гестапо. У масових сценах ролі польських солдатів і поліцейських виконували рядові СС і гестапо.
Світова прем'єра фільму відбулася 31 серпня 1941 року на Венеційському кінофестивалі, де він був відзначений Кубком італійського міністерства культури. Німецька прем'єра відбулася 10 жовтня 1941 року у Відні, а 23 жовтня фільм демонструвався в УФА-Паласті в Берліні.

### Участь у фільмі поляків
До участі у фільмі, окрім німецьких та австрійських акторів було залучено також поляків.

Відбір польських акторів було доручено польському акторові-колаборанту Іґо Симові. Для переговорів з потенційними виконавцями ролей до Варшави з Відня прибув режисер фільму Густав Учицкі. Зніматися у фільмі відмовилися такі актори, як Адольф Димша, Казимеж Юноша-Стемповський, які грали в Театрі Комедії, керованому Іґо Симом, Роман Дерень, Францишек Доміняк та Єжи Піхельський, який знімався разом з Симом у фільмі «Шпигун у масці». Богуслав Самборський погодився на роль бургомістра, ймовірно, через побоюванням за долю його дружини-єврейки, яку обіцяв захистити Іґо Сим.
Вихід фільму викликав обурення польського суспільства і його підпільних структур. 19 лютого 1943 року одна з підпільних організацій, Керівництво цивільної боротьби (пол. Kierownictwo Walki Cywilnej, KWC) випустило наступне сповіщення:
| “                                                                                    | Ганьбі громадськості піддаються колишні актори Театру Польського у Варшаві: 1. Богуслав Самборський 2. Юзеф Кондрат (дядько Марека Кондрата) 3. Міхал Плучинський 4. Анна Ходаковська — усі за участь в німецькому художньому фільмі «Heimkehr», що містить антипольську пропаганду у вигляді наклепу на польський народ і державу. Догану отримують колишні актори Театру Польського у Варшаві: 1. Єжи Піхельський 2. Францишек Доміняк 3. Юзеф Восковський 4. Станіслав Гроліцький — усі за співпрацю у створенні фільму. Пом'якшувальною обставиною є їхня відмова від участі у фільмі. | „ |
| —"Ogłoszenie wyroków Sądu Kierownictwa Walki Cywilnej, "Rzeczpospolita", 1943, nr 3. | |   |

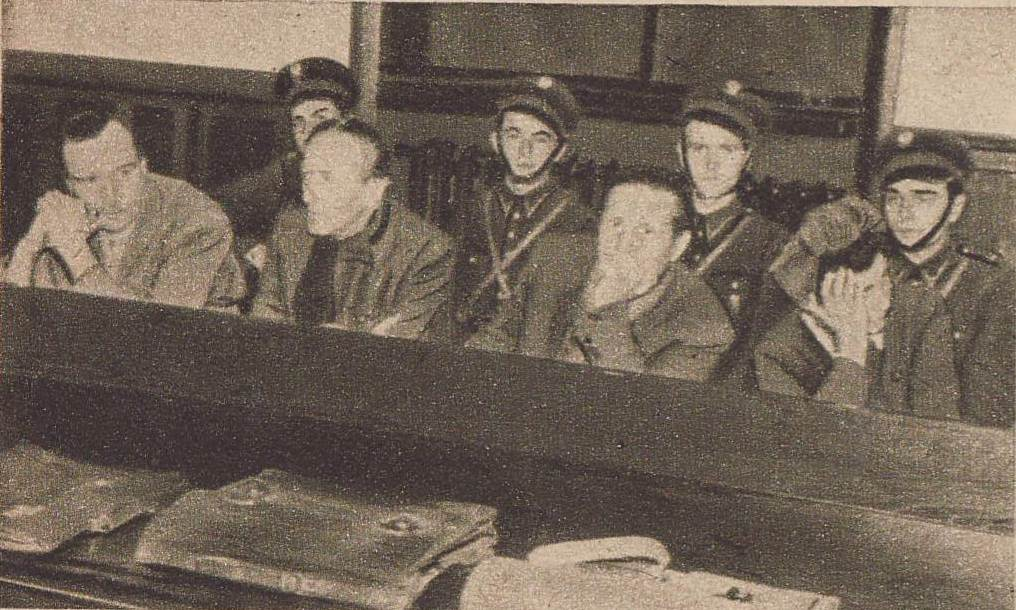
Процес над (зліва направо) Вандою Щепанською, Стефаном Гольщевським, Юліушом Лущевським i Міхалом Плучинським за участь у фільмі «Повернення додому».

31 серпня 1944 року указом Польського комітету національного звільнення за участь у фільмі було висунено звинувачення проти п'яти акторів. 18 листопада 1948 року четверо з них постали перед Окружним судом у Варшаві (у дужках вказані їх ролі):
- Ванда Щепанська (білетерка у кінотеатрі)
- Стефан Гольчевський (хуліган, що добиває пораненого німця)
- Юліуш Лущевський (польський хуторянин, що вбиває німецьких колоністів)
- Міхал Плучинський (поліцейський)[6]

Богуслава Самборського судили заочно, а Тадеуш Жельський помер ще в 1944 році. Експертами на процесі виступали кінокритик Єжи Тепліц та актор Добеслав Даменцький. Обвинувачені захищалися усіма силами, намагаючись довести, що їхні ролі малозначимі, а самі вони не зовсім розібралися у фабулі фільму. Але це мало допомогло: Міхал Плучинський отримав 5 років, Гольчевський і Лущевський — по 3 роки кожен. Ванда Щепанська, яка, окрім усього іншого, ще і організувала виїзд польських акторів на студію у Відні, отримала 12 років в'язниці.

## Визнання
| Нагороди та номінації фільму «Повернення додому» | Нагороди та номінації фільму «Повернення додому» | Нагороди та номінації фільму «Повернення додому» | Нагороди та номінації фільму «Повернення додому» | Нагороди та номінації фільму «Повернення додому» | Нагороди та номінації фільму «Повернення додому» |
| Рік                                              | Кінофестиваль/кінопремія                         | Категорія/нагорода                               | Номінант                                         | Результат                                        |                                                  |
| ------------------------------------------------ | ------------------------------------------------ | ------------------------------------------------ | ------------------------------------------------ | ------------------------------------------------ | ------------------------------------------------ |
| 1941                                             | Венеційський кінофестиваль                       | Кубок Муссоліні за найкращий іноземний фільм     | Повернення додому                                | Номінація                                        |                                                  |
| 1941                                             | Венеційський кінофестиваль                       | Кубок Міністерства популярної культури           | Wien-Film                                        | Перемога                                         |                                                  |